# راهول دولاکیا
راهول دولاکیا (انگلیسی: Rahul Dholakia؛ زادهٔ ۱۹۵۰) کارگردان فیلم، تهیه‌کننده فیلم، و فیلم‌نامه‌نویس اهل هند است.
وی برنده جایزه ملی فیلم بهترین کارگردانی شده‌است.